# Anchicolurus occidentalis
Anchicolurus occidentalis är en kräftdjursart som först beskrevs av William Thomas Calman 1912.  Anchicolurus occidentalis ingår i släktet Anchicolurus och familjen Diastylidae. Inga underarter finns listade i Catalogue of Life.